# Błażej Hrapkowicz
Błażej Hrapkowicz (ur. 30 grudnia 1986 w Warszawie) – polski krytyk filmowy, prezenter telewizyjny i radiowy, konferansjer.

## Życiorys
Absolwent Instytutu Kultury Polskiej Uniwersytetu Warszawskiego na kierunku kulturoznawstwo. Gospodarz programu Kino Mówi w Ale kino+. Prowadzi autorski program Hrapkowidz w radiowej Czwórce. W latach 2015–2016 był gospodarzem studia oscarowego w Canal+. Prowadził i współredagował Aktualności Filmowe w Canal+.
Współautor publikacji Seriale. Przewodnik Krytyki Politycznej, Wunderkamera. Kino Terry’ego Gilliama (pod redakcją Kuby Mikurdy), Eastern Promises (pod redakcją Matthieu Darrasa) i David Cronenberg w oczach krytyków filmowych (pod redakcją Anny Osmólskiej-Mętrak i Radosława Osińskiego). Swoje recenzje, artykuły i wywiady publikował m.in. w Kinie, Filmie oraz na portalach Dwutygodnik i Filmweb.
W 2010, 2014 i 2015 roku był nominowany do nagrody Polskiego Instytutu Sztuki Filmowej. W 2014 roku zdobył główną nagrodę w konkursie im. Krzysztofa Mętraka, przyznawaną młodym krytykom filmowym. Członek Europejskiej Akademii Filmowej, FIPRESCI i Koła Piśmiennictwa Filmowego Stowarzyszenia Filmowców Polskich.